# 陸奧市川站
陸奧市川站（日语：／ Mutsu-ichigawa eki */?）是一個位於日本青森縣八戶市，由青森鐵道（青い森鉄道）經營的青森鐵道線沿線車站，日本國鐵時代最初為信號場，後來昇格為車站。

## 車站結構

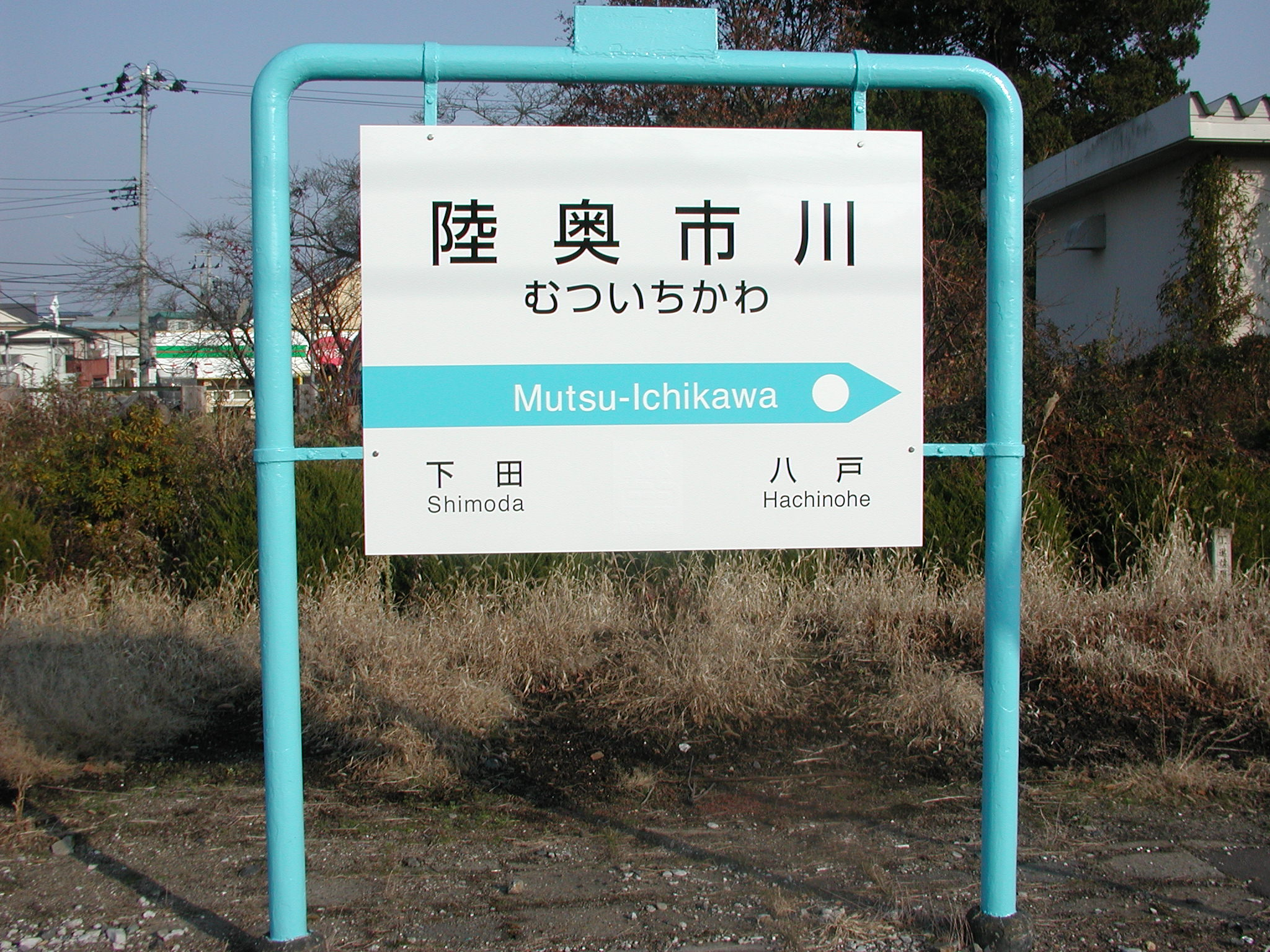
青森鐵路站牌。

原來設計為側式月台及島式月台各1個，可提供2面3線的配置，但自JR東日本時代中後期起，位於中間的島式月台內側（2號月台）已經棄用，並且將月台上的路軌拆去，然而，位於八戶方向的Ｙ型轉轍器及月台前的路軌則仍然保留下來，路軌末端切口亦稍作加工，變成停止式突起提示。當轉換至青森鐵道後，懸掛於站內的月台編號牌有一段時間也未有拆除，已被撤軌的月台仍然稱為2號月台，就算近期有關的月台編號牌已拆去，但島式月台外圍仍然稱為3號月台。
島式月台的長度比側式月台為長，部份月台於JR時代已加裝了欄杆封閉，側式月台現時的有效長度為8輛，而島式月台則為10輛（其中向八戶方向約2輛被封閉）

### 月台配置
| 月台 | 路線        | 方向 | 目的地                 |
| ---- | ----------- | ---- | ---------------------- |
| 1    | ■青森鐵道線 | 上行 | 八戶、三戶方向         |
| 3    | ■青森鐵道線 | 下行 | 三澤、野邊地、青森方向 |

## 歷史
- 1926年11月5日：以信號場形式開設，稱為「轟信號場」。
- 1944年10月11日：昇格為車站，改稱「陸奧市川站」。
- 1965年6月30日：尻內站（即現時八戶站）～本站複線化。
- 1971年10月1日：停止貨物及手提行李提取服務。
- 1985年3月14日：降格為由八戶站長管理的有人站，陸奧市川站長廢除。
- 1987年4月1日：國鐵分割民營化，本站由JR東日本繼承經營。
- 1999年：無人化。
- 2010年12月4日：隨東北新幹線全線開業，本站由青森鐵道繼承經營。同日起加停快速列車。

## 使用狀況
根據《八戶市統計書》，以下是本站每年度日均使用人數：
| 乘車人次變化 | 乘車人次變化     | 乘車人次變化 |
| 年度         | 1日平均 乘車人次 | 參考資料     |
| ------------ | ---------------- | ------------ |
| 2013         | 166              |              |
| 2014         | 167              |              |
| 2015         | 161              |              |
| 2016         | 162              |              |
| 2017         |                  |              |
| 2018         | 155              |              |
| 2019         | 154              |              |
| 2020         | 143              | [ 統計 1 ]   |
| 2021         | 139              | [ 統計 2 ]   |
| 2022         | 123              | [ 統計 3 ]   |
| 2023         | 115              | [ 統計 4 ]   |

## 相鄰車站
青森鐵道
■青森鐵道線
□快速「下北」、□快速（只限下行列車）
通過
□快速（只限上行列車停車）、■普通
八戶－（貨）八戶貨物站－陸奧市川－下田

### 統計資料
1. ↑  100.市内各駅の利用状況，八戶市統計年鑑（令和4年版）
2. ↑  100.市内各駅の利用状況，八戶市統計年鑑（令和5年版）
3. ↑  100.市内各駅の利用状況，八戶市統計年鑑（令和6年版）
4. ↑  100.市内各駅の利用状況 （页面存档备份，存于），八戶市統計年鑑（令和7年版）

## 外部連結
- 青森鐵道陸奧市川站（页面存档备份，存于）（日語）
- JR東日本時代的陸奧市川站。（日語）